# Dimitris Christofias
Dimitris Christofias, född 29 augusti 1946 i Dikomo nära Kyrenia, död 21 juni 2019 i Nicosia, var ordförande i det kommunistiska Arbetande folkets progressiva parti (Akel) och Cyperns president 2008–2013. Han vann presidentvalet den 24 februari 2008 med 53,36 procent av rösterna mot 46,64 för motkandidaten Ioannis Kasoulides. Den 28 februari 2013 efterträddes han av Nicos Anastasiades.
Christofias ansåg att en lösning av Cypernfrågan var av högsta prioritet. Han hade goda kontakter med den turkcypriotiska vänstern. Han kände också turkcyprioternas dåvarande ledare Mehmet Ali Talat väl.

## Biografi
Dimítris Khristófias föddes den 29 augusti 1946 i Dhikomo i Kyrenia, som senare ockuperades av Turkiet. Hans far, en progressiv entreprenör som dog 1987, var medlem i Pan-Cyprus Federation of Labor (PEO).
Den unge Dimitris Christofias gick i gymnasiet vid Nicosia Commercial High School, där han tog examen 1964. Vid 14 års ålder gick han med i ungdomspartiet PEOM. Vid 18 års åker gick han med i EDON (AKEL Youth Organization), PEO-unionen och AKEL. Vid femte EDON-kongressen 1969 valdes han till centralkommittén.
Han studerade från 1969 till 1974 vid Institutet för samhällsvetenskap och Akademin för samhällsvetenskap i Moskva, där han även avlade doktorsexamen i historia. Det var i där som han träffade sin framtida fru och mor till sina tre barn, Elsie Chiratou.
1977 valdes han till generalsekreterare för EDON, en ställning som han höll fram till 1987. Vid AKEL:s 15:e kongress 1982 blev han en del av partiets centralkommitté. Vid nästa konferens i november 1986 blev han en fullvärdig medlem av politbyrån i centralkommittén och i sekretariatet det nästkommande året. Slutligen, vid Ezekías Papaioánnous död i april 1988, återfick han tjänsten som generalsekreterare.
1991 valdes han för första gången till representanthuset. Hans mandat förnyades i parlamentsvalen 1996 och 2001. Den 7 juni 2001 blev han talare för representanthuset och omvaldes 2006. Han var vid denna tid medlem av det rådgivande organet för republikens president.
Den första omgången av presidentvalet som hölls den 17 februari 2008 gav ett mycket nära resultat mellan tre kandidater: Christofias, Ioannis Kasoulídis, DISY (center-höger) och president Tassos Papadopoulos. Cristofias hamnade på andra plats med 33,3 procent av rösterna. I den andra omgången den 24 februari vann Christofias över Kasoulídis med 53,37 procent av rösterna, genom stöd av det vänsterpolitiska DIKO (Papadopoulos parti).
Nyheten togs emot med glädje av partiets europeiska vänster. I ett triumferande tal i Nicosia med vajande röda fanor, kunde den första kommunistiska presidenten av Cypern lova att återuppta förhandlingarna om en återförening av ön och att göra det till den högsta prioriteten för den nya regeringen.
Den 22 maj 2011 fick det största oppositionspartiet DISY en relativ majoritet i parlamentsvalet, något som tidigare vunnits av den vänstra alliansen mellan AKEL och Demokratiska partiet (DIKO).
På grund av regeringens impopularitet efter en akut finansiell kris ställde han inte upp i presidentvalet i februari 2013.
Den 20 maj 2019 blev han inlagd på sjukhus. En månad senare, den 21 juni 2019, avled han och orsaken är fortfarande oklar.

## Utmärkelser
- Hedersdoktor vid Makedonska universitetet,  3 december 2004[1][2]
- Pusjkinmedaljen,  10 december 2007[11]
- Hellenska parlamentets guldmedalj,  2008[12]
- Storkors av Frälsarens orden,  2008[12]
- Hedersdoktor vid Moskvas statliga institut för internationella relationer,  20 november 2008[13][2]
- Markuskyrkans storkors med stjärna,  9 april 2009[12][11]
- Hedersmedborgare i Naousa,  26 april 2009[11]
- Hedersmedborgare i Ipati,  21 juni 2009[11]
- Hedersmedborgare i Astypalaia,  19 augusti 2009[11]
- Hedersdoktor vid universitetet i Perugia,  9 september 2009[2]
- José Martí-orden,  28 september 2009[14][12]
- Hedersmedborgare i Kalamaria,  14 november 2009[11]
- Storkors av Piusorden,  2010[12]
- Hedersdoktor vid Patras universitet,  19 mars 2010[15][2]
- Hedersmedborgare i Corfu kommun,  21 juni 2010[16][17]
- Ryska vänskapsorden,  7 oktober 2010[18][12]
- Umayyadorden,  4 november 2010[19][12]
- Hedersdoktor vid  Atens universitet,  14 december 2010[2]
- Första klass av Jaroslav den vises orden,  2011[12]
- Hedersdoktor vid European University Cyprus,  22 juni 2011[20][2]
- Hedersdoktor vid Mariupols statliga universitet,  4 juli 2011[21][2]
- Cederträdorden,  2012[12]
- Kedja av Order pro merito Melitensi,  25 oktober 2012[22][23]
- Kilikiens katholikos främsta utmärkelse,  10 januari 2013[12]
- Ordensband av Republiken Serbiens orden,  30 januari 2013[24][12]
- Medalj för 70-årsdagen av folkets seger över fascismen,  31 maj 2015[12][25]
- Österrikiska republikens förtjänstorden
- Republiken Serbiens orden
- Frälsarens orden
- Order of Merit of the Republic of Cyprus
- Makarios III-orden
- Piusorden
- Order pro merito Melitensi

[Redigera Wikidata]